# Ягудары
Ягуда́ры (чув. Якутар) — деревня в Чебоксарском районе Чувашской Республики. Входит в состав Синьяльского сельского поселения.

## География
Находится в северной части Чувашии, прилегая с юга к территории аэропорта Чебоксары.

## История
Известна с 1858 года, когда в ней был 71 житель. В 1897 году утчен 101 житель, в 1926 — 30 дворов, 119 жителей, 1939—131 житель, в 1979—146. В 2002 году 33 двора, в 2010 — 38 домохозяйств. В период коллективизации был организован колхоз «Первое Мая», в 2010 году действовал СХПК им. Кадыкова.

## Население
Постоянное население составляло 98 человек (чуваши 93 %) в 2002 году, 111 в 2010.